# O Kubovi a Stázině
O Kubovi a Stázině je československý animovaný televizní seriál z roku 1984 vysílaný v rámci Večerníčku poprvé v prosinci roku 1988. Předlohou seriálu byla knížka Václava Čtvrtka Jak ševci zvedli vojnu pro červenou sukni z roku 1979.
Scénář rozpracoval Jiří Kubíček, výtvarné zpracování dodal Jiří Kalousek. Kameramanem byla Jana Kapustová. Hudbu připravil Miloš Vacek. Vypravečem byl Václav Postránecký. Režisérem byl Karel Trlica. Bylo natočeno 13 epizod, délka se pohybovala mezi cca 9 až 10 minutami. Seriál má také filmovou verzi s názvem Jak ševci zvedli vojnu pro červenou sukni z roku 1989. Film namluvili Václav Postránecký, Michal Pavlata, Veronika Žilková, Jiří Císler, Blažena Holišová, František Filipovský, Josef Dvořák, Luděk Sobota, Jiří Bruder, Naďa Konvalinková, Svatopluk Beneš, Jiří Lír, Jaroslava Adamová a Vladimír Hlavatý.

## Synopse
Pohádkové vyprávění o ševcovském tovaryši Kubovi z města Jičína, který musel na vojnu až do Vídně. Dále se bude vyprávět o domýšlivém knížecím správci Kolomajznovi, o vodnících, o samotném císaři pánovi i o Stázině, které tolik slušela červená sukně…

## Seznam dílů
1. Jak se Stázina zaslíbila Kolomajznovi
2. Jak správce Kolomajzna zasmolil Kubovi
3. Jak vodník Česílko s vílou Andulkou slíbili Stázině pomoc
4. Jak jel Kolomajzna se Stázinou na svatbu
5. Jak Stázina s měsíčkem pomohla vodníkům
6. Jak Česílko s Čepečkem putovali do Vídně
7. Jak švec Kacmar vyhlásil císařpánovi vojnu
8. Jak císařpán dostal z Jičína telegram
9. Jak se Kuba dostal do Jičína
10. Jak císařské vojsko oblehlo jičínské ševce
11. Jak začala ševcovská vojna
12. Jak vodník navařil mlhu
13. Jak skončila ševcovská vojna

## Další tvůrci
- Výtvarník: Jiří Kalousek